# Том Нук
Том Нук (англ. Tom Nook), в Японии известен как Танукити (яп. たぬきち) — вымышленный персонаж серии игр Animal Crossing, управляющий деревенским магазином (или зданием Бюро услуг в Animal Crossing: New Horizons). Впервые появился в игре Dōbutsu no Mori для Nintendo 64, позднее изданной в Европе и Северной Америке на GameCube под названием Animal Crossing. В начале каждой игры серии Нук продаёт игроку дом с установленной ипотекой (исключением являются Animal Crossing: New Leaf и Animal Crossing: New Horizons, где Нук изначально продаёт игроку палатку), предлагая улучшить жилище после выплаты долга. Также персонаж фигурирует в серии игр Super Smash Bros.

## Концепт и создание
Том Нук создан на основе образа тануки, енотовидной собаки. Рич Амтауэр и Рэйко Ниномия, сотрудники локализационной команды Nintendo Treehouse, описывали его как «того самого первого начальника, который у вас когда-либо был», добавляя, что «несмотря на его деловой подход и не всегда имеющееся время на любезности, Нук не является отрицательным персонажем — он рискнул нанять новичка, только что прибывшего в город, что свидетельствует о его щедрости». Ниномия разделяла это мнение, и оба специалиста считали, что кажущаяся жадность Нука компенсируется разницей между городским индексом цен и ценами в его магазине. В интервью с 1UP.com Амтауэр неоднократно в шутливой форме упоминал «предубеждение против Нука».

## Появления
- Dōbutsu no Mori (2001, Nintendo 64)
- Animal Crossing (2001, GameCube)
- Animal Crossing: Wild World (2005, Nintendo DS)
- Лес Животных (аниме) (2006)
- Animal Crossing: City Folk (2008, Wii)
- Animal Crossing: New Leaf (2012, Nintendo 3DS)
- Animal Crossing: Happy Home Designer (2015, Nintendo 3DS)
- Animal Crossing: Amiibo Festival (2015, Wii U)
- Animal Crossing: Pocket Camp (2017, мобильные устройства)
- Animal Crossing: New Horizons (2020, Nintendo Switch)

## Роль в серии
Том Нук впервые появляется в игре Dōbutsu no Mori для Nintendo 64 (выпущенной на GameCube за пределами Японии под названием Animal Crossing) в роли владельца главного магазина города, и продолжает выполнять эту функцию в двух последующих частях серии. Роль Нука в серии оставалась практически неизменной с 2001 до 2012 года, когда вышла игра Animal Crossing: New Leaf. Помимо управления основным магазином, Нук в начале игры продаёт игроку дом примерно за 19 800 диней (внутриигровая валюта). Поскольку у игрока изначально имеется только 1 000 диней в Dōbutsu no Mori и Animal Crossing (а в остальных основных частях серии — вообще ничего), Нук предлагает игроку поработать в его магазине, чтобы погасить часть долга. Задания, которые Нук даёт игроку, призваны помочь освоиться с управлением игры. После посадки цветов, написания писем и общения с жителями деревни игрок может заниматься чем угодно, но оставшуюся часть ипотеки вынужден выплачивать самостоятельно. После полного погашения каждого ипотечного платежа Нук улучшает или расширяет дом игрока, каждый раз увеличивая задолженность перед собой, причём последнее улучшение является наиболее дорогостоящим.
Магазин Нука также проходит через четыре стадии модернизации и изменения на протяжении игры. Время обновления зависит от количества диней, потраченных в магазине. Постепенно его скромная лавка «Лавка Нука» (англ. «Nook's Cranny»), напоминающая хижину с базовым набором инструментов и весьма ограниченным ассортиментом товаров, превращается в «Универмаг Нука» (англ. «Nookington's Department Store») — большое трёхэтажное здание с широким выбором предметов для покупки. Именно при этом расширении игрок знакомится с двумя учениками Нука, Томми и Тимми, которые управляют вторым этажом магазина. В каждой игре, независимо от уровня развития магазина, ассортимент товаров обновляется ежедневно. Это означает, что теоретически ни один день не будет иметь абсолютно одинаковый набор предлагаемых товаров.
- В Animal Crossing в конце каждого месяца Том Нук проводит лотерею с призом в виде редких предметов. В последующих играх серии этого не наблюдалось.
- В Wild World,с расширением Нукингтона появляется парикмахерский салон, в котором игрок встретится с Харрьет (англ. Harriet) — пуделем, которая меняет причёску жителя-игрока за 3000 диней.
- В City Folk, Харриет переносит свой салон в город. В обновлении Нукингтона, Том Нук задаст игроку серию случайных вопросов. От ответов игрока зависит, где будет располагаться салон.
- Том Нук возвращается в игру Animal Crossing: New Leaf. В отличие от предыдущей роли, где он был владельцем местного магазина, Том Нук теперь работает в агентстве «Дома Нука» (англ. Nook's Homes) где продаёт вещи для улучшения внешнего вида дома игрока. Он также организовывает улучшение дома игрока в обмен на выплату ипотеки, которая увеличивается с каждым расширением. Его племянники теперь сами управляют городским магазином.
- Том Нук имеет небольшое камео в Animal Crossing: Pocket Camp, где игрок может купить его, и отправить его в свой лагерь за 250 Листочных Билетов (доступен для покупки только через 45 дней после начала игры).
- В Animal Crossing: New Horizons Том Нук и его племянники Тимми и Томми контролируют Бюро услуг и предлагают игроку новую программу, известную как программа «Мили Нука» (англ. Nook Miles). За выполнение заданий по данной программе игрок зарабатывает новую внутриигровую валюту.

### В других медиа
Том Нук несколько раз появлялся в серии видеоигр Super Smash Bros. в качестве различных коллекционных предметов в Super Smash Bros. Melee, Super Smash Bros. Brawl и Super Smash Bros. Ultimate, а также как фоновый персонаж на локации Smashville, созданной по мотивам серии Animal Crossing. Музыкальная тема магазина Тома Нука также представлена в Super Smash Bros. Brawl как часть композиции «Town Hall and Tom Nook’s Store». Том Нук фигурирует в анимационном фильме по вселенной Animal Crossing и был использован при создании различных рекламных товаров, включая плюшевые игрушки.

## Отзывы критиков
С момента своего появления в Animal Crossing Том Нук получил противоречивые отзывы. IGN включил его в девятку наиболее ожидаемых бойцов в Super Smash Bros. Brawl. Издание характеризует его как хитрого, дьявольского и зловещего, при этом отмечая, что хотя он и не может быть хорошим бойцом, происходя из игры без боевых элементов, наблюдать за его избиением было бы приятно. В другой статье IGN сравнивает говорящий жезл протагониста видеоигры Major Minor's Majestic March с Нуком, помещая его на второе место по степени раздражения после самого Нука. GameSpy включил Тома Нука в список избранных боссов; редактор Брайан Альтано отметил, что страстно любит ненавидеть Нука, подчёркивая, что хотя тот и оказывает ценные услуги маленькой деревне, он поддерживает реалистичность игрового мира тем, что игрок живёт в городе Нука, а не в своём собственном. UGO.com присвоил ему пятое место среди лучших персонажей Animal Crossing, отмечая, что если мистер Ресетти раздражает, то Том Нук — неприятный тип. Авторы добавили, что любят его ненавидеть, шутливо называя «главарём преступного мира». Junkee также представляет довольно негативную оценку личности Тома Нука, подчёркивая его эволюцию в разных играх франшизы и утверждая, что его личные качества не столь значимы, как изначально эксплуататорская система, которую он представляет и от которой получает выгоду.
Том Нук получил и положительные отзывы. В книге «Лучшие игровые персонажи: психологический подход» автор Кэтрин Исбистер приводит Тома Нука в качестве примера персонажа-наставника, косвенно помогающего игрокам. GamesRadar также включил его в список 25 лучших новых персонажей десятилетия, отмечая, что он завоевал своё место в сердцах геймеров и пользователей интернета как в качестве вирусного мема, так и обманчиво коварного персонажа. В 2012 году GamesRadar поместил Тома Нука на 80-е место среди лучших злодеев в видеоиграх в своём списке «Топ-100» за 2013 год, заявив, что хотя еноты «полосатые, пушистые и милые», «Том Нук может отправляться в ад». В том же году Complex поставил его на 49-е место среди самых крутых злодеев видеоигр всех времён.
Ученый Ян Богост, изучающий игры, охарактеризовал Тома Нука как центральную часть эффективного описания экономики потребления и закредитованности населения:

Никто из горожан никогда не появляется в магазине Тома Нука… Напротив, игрок участвует в полном потребительском режиме; он расплачивается с долгами, покупает товары и продает товары. Том Нук покупает товары, которые он превращает в богатство. … Пока игрок тратит больше, Том Нук зарабатывает больше. Сводя все финансовые транзакции в среде в один поток между игроком и Томом Нуком, игра процедурно перераспределяет богатство так, как могут это понять даже маленькие дети. Том Нук — это своего рода уплотнение корпоративной буржуазии.

## Сатира и анализ
Том Нук стал объектом сатиры во многих статьях, где его часто сравнивают с главарём мафии, криминальным боссом или просто отрицательным персонажем. IGN включил его в сотню лучших злодеев видеоигр, отмечая, что у Тома Нука приятное лицо, но «холодное, мертвое сердце и мания величия, и его единственное желание — быстрый заработок». Другой редактор IGN, Патрик Колан, сравнил Нука с Элом Сверенгеном, сутенёром XIX века из сериала «Дедвуд», из-за его делового чутья, а также положения и характера персонажа. Тома Нука также часто изображают как коварного персонажа и гангстера, например, в выпуске веб-комикса VG Cats, где он избивает персонажа игрока за неуплату аренды. Он также появлялся в веб-комиксе PvP, где Том и Роуэн угрожают разрушить дом игрока за долг в 500 000 диней. В сатирической статье GamesRadar высказывается предположение, что персонажи Animal Crossing, и особенно Том Нук, вовлекают игрока в «пушистый культ». GameSpy включил Тома Нука в список игровых персонажей, которые вызывали бы неприязнь в реальной жизни, отмечая, что он раздражает в видеоиграх и был бы ужасающим, если бы был реальным домовладельцем. Редактор 1UP.com Джереми Пэриш в своём обзоре Animal Crossing: Wild World создаёт пародийный документальный фильм об игровом мире. В нём он предполагает, что острое деловое чутьё Тома Нука позволяет ему эффективно контролировать деревню. В телешоу Robot Chicken Том Нук пародируется в скетче «Енот с Уолл-стрит», где его изображают как бизнес-магната, заработавшего триллионы диней с помощью незаконных практик.